# Nacho Castro
Ignacio Castro García (Avilés, España, 30 de junio de 1971), más conocido como Nacho Castro, es un exfutbolista y entrenador de fútbol español. Entrenador del Real Avilés Industrial C.F. SAD.

## Trayectoria como jugador
Fue un centrocampista formado en la cantera del Real Avilés CF con el que debutó durante la temporada 1988-89 y en la siguiente temporada lograría el ascenso a Segunda División con el conjunto avilesino. 
En 1992 ingresó en la cantera del FC Barcelona para jugar en el filial en Segunda División. Tras tres temporadas en segunda división con el FC Barcelona B, firmó por el Real Club Deportivo Fabril en el que estaría durante una temporada, antes de comenzar una peregrinación por multitud de equipos de Segunda División y la mayoría de Segunda División B como serían Real Avilés CF, Real Murcia CF, Real Jaén CF, Real Ávila CF, Zamora CF, UD Lanzarote, UD Fuerteventura, Logroñés CF, Club Deportivo Orientación Marítima, CD Eldense y Ateneu Deportiu Guíxols en el que se retiró en 2010.

## Trayectoria como entrenador
Tras colgar las botas, empezaría su carrera de entrenador en las filas del Ateneu Deportiu Guíxols, club en el que se había retirado, al que dirigiría durante la temporada 2009-10.
En la siguiente temporada dirigiría al equipo juvenil de la EF Sant Feliu.
En 2011 se convierte en entrenador del CF Peralada al que dirigiría durante 4 temporadas.          
En su segunda temporada dirigiendo al CF Peralada en la Primera Catalana lograría el ascenso a la Tercera División de España y estaría durante otra temporada más dirigiéndolo en el Grupo V de la Tercera División de España, en total hasta 2015.
Durante la temporada 2015-2016, el CF Peralada firma un acuerdo de filialidad con el conjunto del Girona FC y Nacho se convierte en entrenador del CF Peralada - Girona B.
En verano 2017 firma con la UA Horta de la Tercera División de España - Grupo V, al que dirige durante 3 temporadas, en concreto hasta febrero de 2020 cuando abandona el conjunto para firmar por el FC Andorra. En su primera temporada en  Horta consigue que el equipo juegue la final de la Copa Catalunya Absoluta. 
Durante la temporada 2018-19 conseguiría jugar play-off de ascenso a Segunda División B quedando apeado por el Moralo Club Polideportivo en la vuelta de la primera eliminatoria de la eliminatoria de ascenso a la Segunda División B, tras haber terminado en tercera posición la liga regular.
En febrero de 2020, se convierte en entrenador del FC Andorra del Grupo III de la Segunda División B de España, propiedad del jugador de fútbol Gerard Piqué, para sustituir hasta el final de temporada al destituido Gabri García.
El 6 de julio de 2021, firma como entrenador del San Fernando Club Deportivo de la Primera División RFEF. El 20 de septiembre de 2022 es sustituido por Salva Ballesta.
Tras su salida del equipo andaluz, Castro se mantuvo fuera del campo hasta que en diciembre de 2022 fue fichado para dirigir al Ultimate Móstoles, equipo de la Kings League, una liga de Fútbol 7 organizada por Gerard Piqué y un grupo de creadores de contenido digital.
El 7 de mayo de 2023 fue anunciado como nuevo entrenador del club Mineros de Zacatecas de la Liga de Expansión MX, segunda categoría del fútbol mexicano, por lo que volvió a dirigir a un club profesional, equipo con el que consiguió el récord de partidos sin perder en la categoría, y logró jugar el play off por el título, siendo el equipo máximo goleador.
Tras un año y medio dirigiendo al equipo de Zacatecas, el 18 de noviembre fue anunciado como entrenador del Atlético Morelia, equipo que también forma parte de la Liga de Expansión MX. En su único torneo en este equipo Castro logró clasificar a la escuadra hasta las semifinales de la liguilla, sin embargo, en junio de 2025 abandonó al club debido a conflictos con el departamento de dirección deportiva de la escuadra moreliana.

## Clubes

### Como entrenador en el fútbol 11
| Club                        | País    | Año        |
| --------------------------- | ------- | ---------- |
| Ateneu Deportiu Guíxols     | España  | 2009-2010  |
| EF Sant Feliu (Juvenil)     | España  | 2010-2011  |
| CF Peralada                 | España  | 2011-2015  |
| CF Peralada - Girona B      | España  | 2015-2016  |
| UA Horta                    | España  | 2017-2020  |
| FC Andorra                  | Andorra | 2020- 2021 |
| San Fernando Club Deportivo | España  | 2021-2022  |
| Mineros de Zacatecas        | México  | 2023-2024  |
| Atlético Morelia            | México  | 2024-2025  |

### Como entrenador en laKings League
| Club              | País   | Año  |
| ----------------- | ------ | ---- |
| Ultimate Móstoles | España | 2023 |